# جیمز مک‌گی (تنیس‌باز)
 جیمز مک‌گی (انگلیسی: James McGee؛ زاده ۱۰ ژوئن ۱۹۸۷) یک تنیس‌باز اهل ایرلند است. 